# Eichhornia paradoxa
Eichhornia paradoxa är en vattenhyacintväxtart som först beskrevs av Carl Friedrich Philipp von Martius, Schult. och Julius Hermann Schultes, och fick sitt nu gällande namn av Hermann Maximilian Carl Ludwig Friedrich zu Solms-Laubach. Eichhornia paradoxa ingår i släktet vattenhyacinter, och familjen vattenhyacintväxter. Inga underarter finns listade.